# 周祥生
周祥生（1895年—1974年），原民国时期上海滩“出租车大王”或“汽车大王”。浙江省定海（原宁波定海县，今舟山市定海区）城关周家塘人。

## 生平简历
周祥生原名锡杖，又名锡祥，后改名作祥生。周祥生年少时家贫，小学毕业即辍学打工。周祥生曾在上海做洗衣工，13岁时在上海一家餐馆作服务生，学得一口熟练英语，后来升为餐馆领班。周祥生在餐馆工作时经常为顾客叫车雇车，因而熟悉运输业行情，并与很多汽车司机相熟。
1919年，周祥生转入汽车行业，向英商购入旧篷车一辆，始作出租车生意。鼎盛时，周祥生的出租车行祥生汽車股份有限公司拥有出租车230辆，职工逾800人，是上海滩最大的出租车企业。周祥生也是上海出租车同业公会的会长。
中共統治上海後，周祥生的企业遵循公私合营。周祥生自己退出出租车行业，并于1974年在上海逝世。周祥生身后有“中国出租车鼻祖”之称。